# Кірка
Кі́рка (грец. Κίρκη), латинізоване ім'я Цирцея (лат. Circe) — в античній міфології чаклунка та менша богиня, дочка Геліоса й Перси (Персеїди), сестра Еета. Споріднена з Гекатою богиня місяця і, як Геката і Медея, представниця чародійства.
За Гомером, вона жила на острові Ея (Aiaia, місце розташування острова в оповідях про Кірку географічно визначити неможливо). Або з острова Енарія, або острова Меонія. Місцеперебування Кірки пізніше було перенесено з далекого сходу на захід, до Тірренського узбережжя: ім'ям її був названий мис на Італійському узбережжі (в Лаціо). Мешкала поблизу Тірренського моря, прибула на острів у колісниці Геліоса.
За Діодором, вона була дочкою Еета і Гекати. Кірка вступила в шлюб з царем сарматів, отруїла чоловіка зіллям. Ставши царицею, вчинила жорстокості щодо придворних, від чого втратила царську владу. Втекла на простори Океану і оселилася на острові разом із супроводжуючими її жінками; або в Італії на мисі Керкей.
Була закохана в морського бога Главка, за нерозділене кохання помстилася тим, що силою своїх чарів звернула на чудовисько його кохану Скіллу, і до царя авзонів, сина Сатурна Піка, який богинею був перетворений на дятла.
Вона ритуально очистила аргонавтів після вбивства Апсірта. Супутників Одіссея обернула на свиней, а його цілий рік тримала на острові. Від Одіссея Кірка народила Телегона, можливо ще Агрія і Латина.
У переносному розумінні Кірка — спокусниця, чарівниця.

## Кірка та Одіссей
На її острів був занесений під час своїх блукань по морю Одіссей. Коли частина супутників останнього, вирушила для дослідження острова і була обернена Кіркою в свиней, Одіссей вирушив один до будинку чарівниці й за допомогою даної йому Гермесом чудесної рослини переміг чари богині, яка впізнала в ньому Одіссея та запропонувала йому залишитися з нею на острові й розділити її любов. Одіссей схилився на пропозицію богині, але спершу змусив її поклястися, що вона не надумає заподіяти йому щось погане і поверне людський образ його супутникам, перетвореним у свиней. Проживши рік на острові в достатку, Одіссей, за наполяганням товаришів, став просити Кірку відпустити їх на батьківщину і, отримавши згоду богині, вирушив спершу, за її порадою, до володінь Аїда, щоб дізнатися від віщуна Тіресія про випробування, які чекають на нього.
Згідно з Гомером, Кірка мала чотири служниці-німфи, дочки потоків (вони викликають асоціації з чотирма райськими ріками). Згідно з Аполлонієм Родоським, її звірі — перші плоди еволюції, описаної Емпедоклом.
Отримавши від Тіресія бажані відомості, Одіссей повернувся на острів Кірки і був попереджений про небезпеки, які чекають його біля острова Сирен, в протоці, де мешкають Скілла і Харібда, і на острові Тринакрії, пустився в подальше плавання. Вона навчила Одіссея робити вузли.
За Гесіодом, від Одіссея Кірка народила синів Агрія і Латина (Гомер цього не згадує). За іншою версією, вона народила від Одіссея сина Телегона (або Навсіфоя і Телегона). Мала служницю і водночас чарівницю Гальс. За однією з легенд, коли Одіссей, на схилі років, прибув до неї, Гальс напоїла його своїм зіллям і перетворила на коня — в такому вигляді Одіссей постарів і помер.
Пізніше Кірка стала дружиною Телемаха, який покохав її дочку Кассіфону і вбив Кірку.

## Культ Кірки
Гробницю Кірки показували на острівці Фармакусси поблизу Аттики. Стверджували, що від Кірки походить плем'я марсів, яке тому захищене від укусів змій. Гора Кіркей в Лації — місце полювання. На горі Кіркей стояв храм Кірки, там показували чашу Одіссея. Кіркейський пагорб був у Колхіді.

## У культурі
Цирцея вшанована на Поверсі спадщини Джуді, Чикаго.

### Живопис
Цирцею зображали багато художників, у тому числі Аннібале Карраччі, Едвард Берн-Джонс і Джон Вільям Вотергаус.

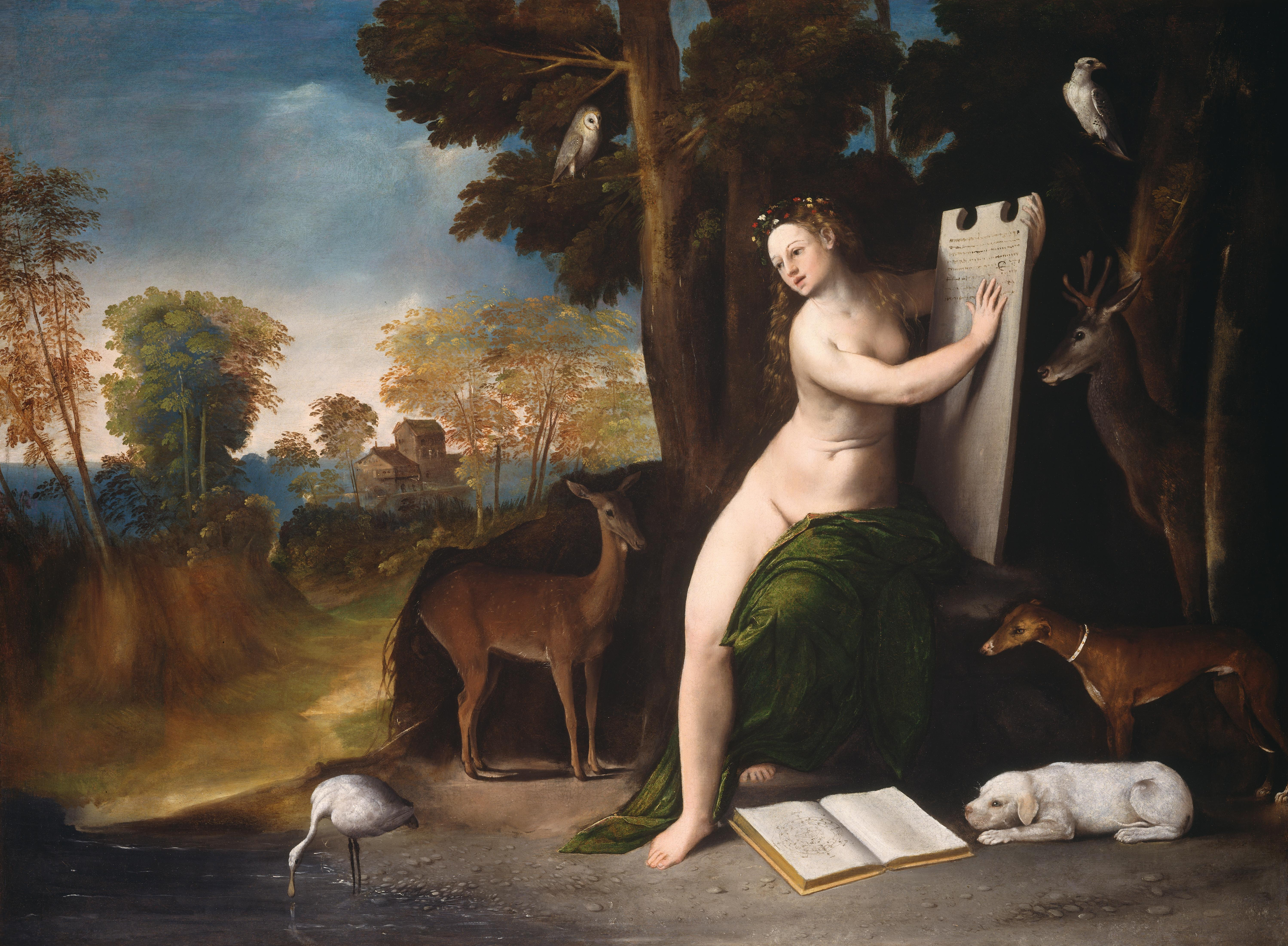
«Цирцея та її коханці у пейзажі», Доссо Доссі, бл. 1514-1516 рр.
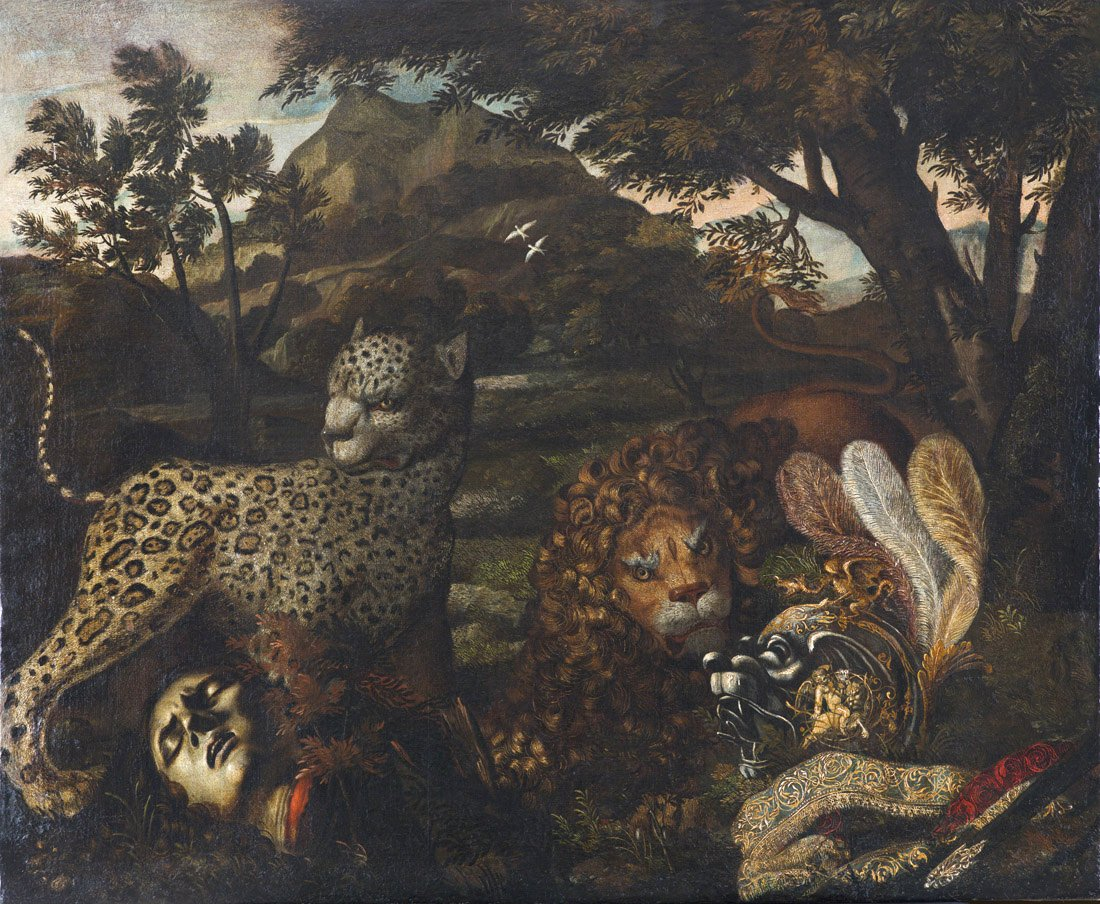
«Царство чаклунки Цирцеї», Анджело Кароселлі, бл. 1630 р.
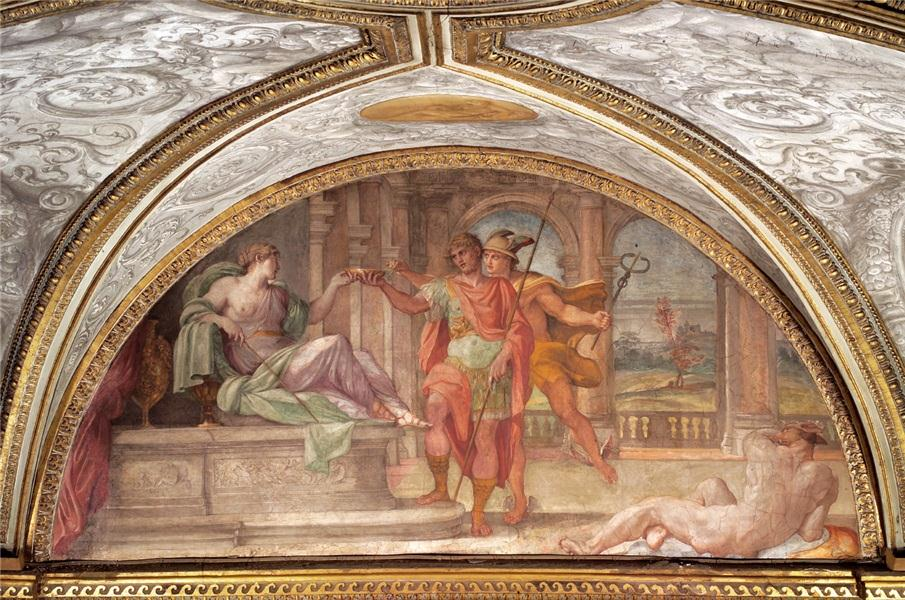
«Уліс і Цирцея», Аннібале Карраччі, XVI ст.
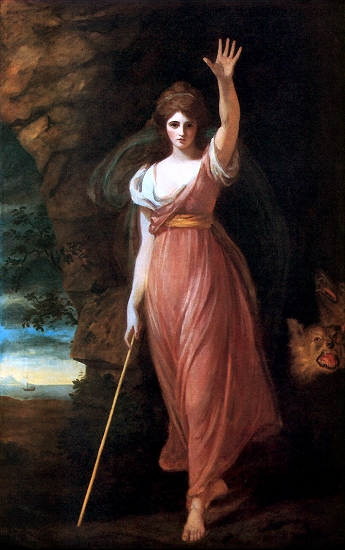
«Леді Гамільтон як Цирцея», Джордж Ромні, 1782 р.
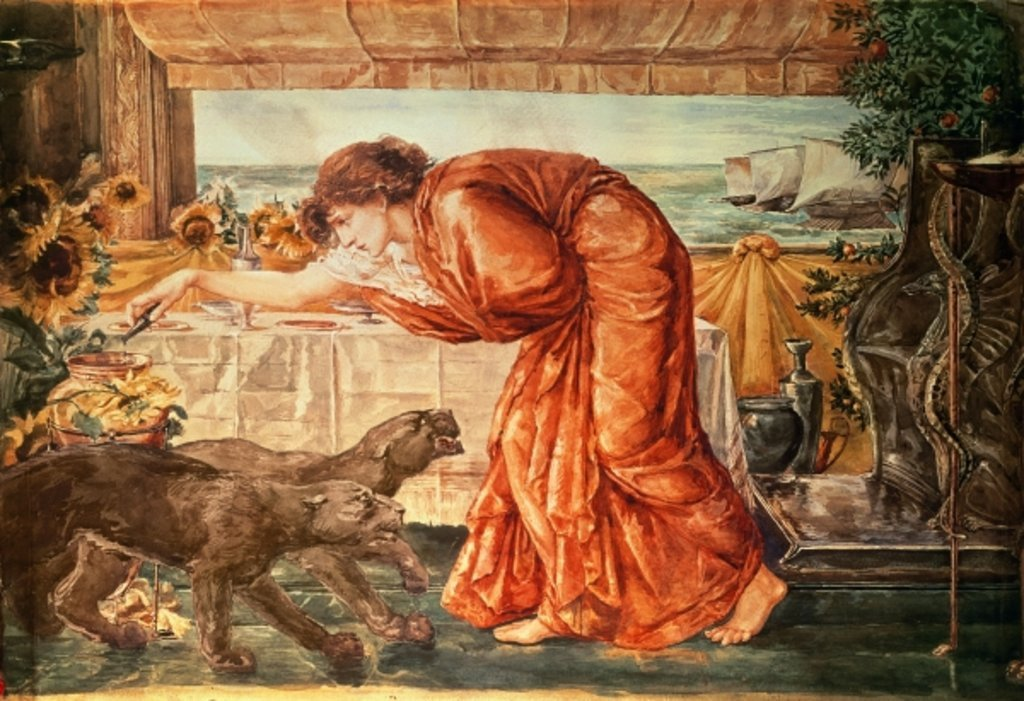
«Вино Цирцеї», Едвард Берн-Джонс, 1863 - 1869 рр.
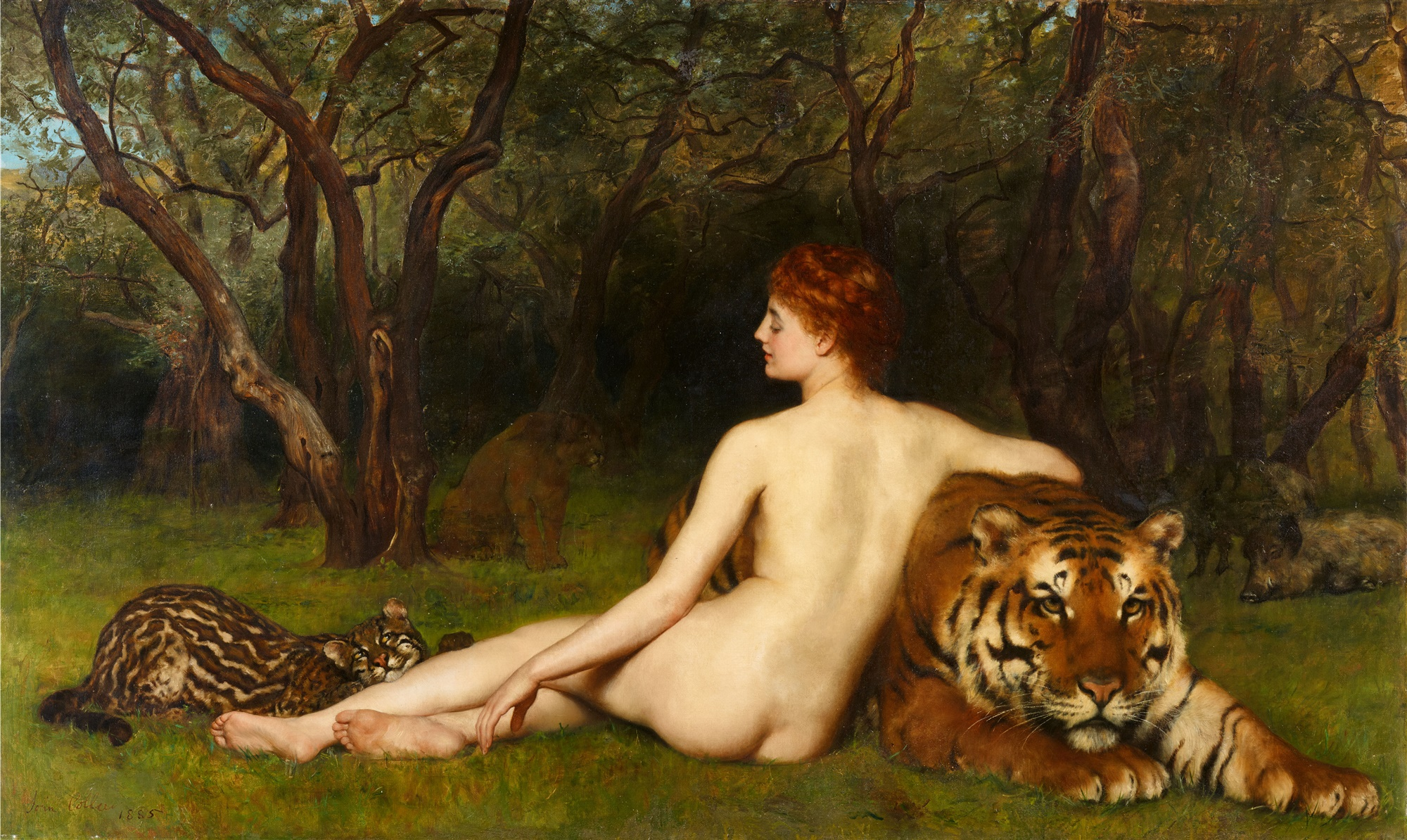
«Цирцея», Джон Кольєр, 1885 р.
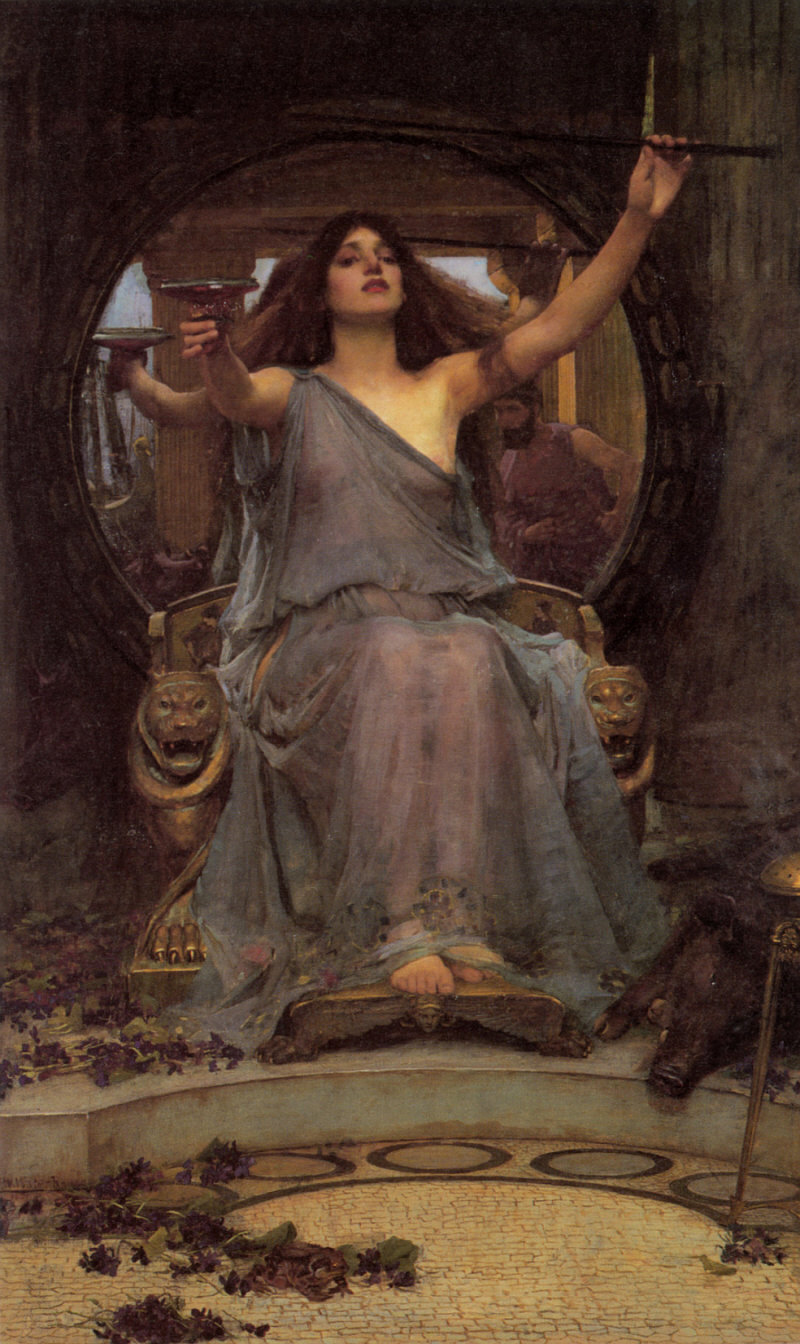
«Цирцея подає келих Одіссею», Джон Вільям Вотергаус, 1891 р.
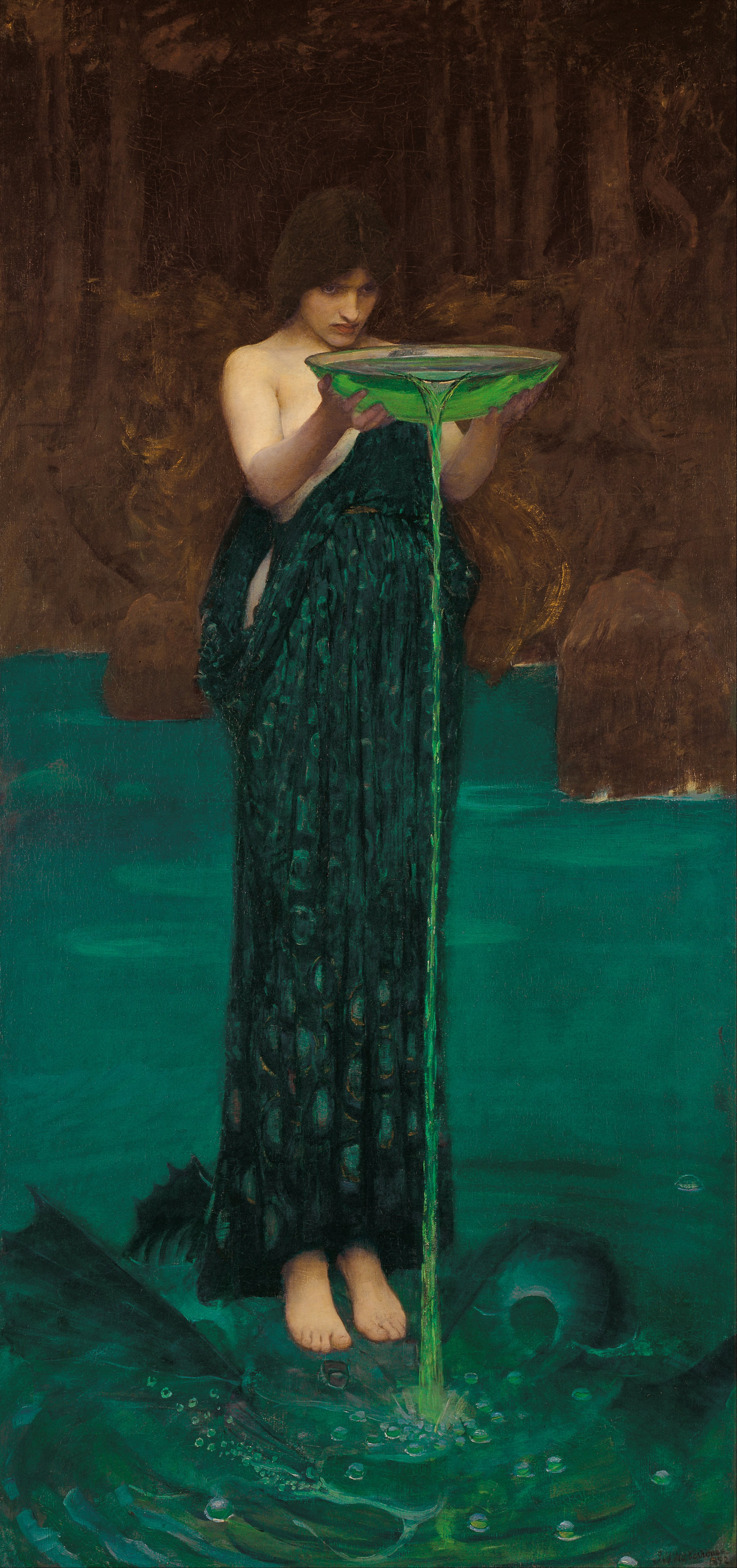
«Заздрісна Цирцея», Джон Вільям Вотергаус, 1892 р.
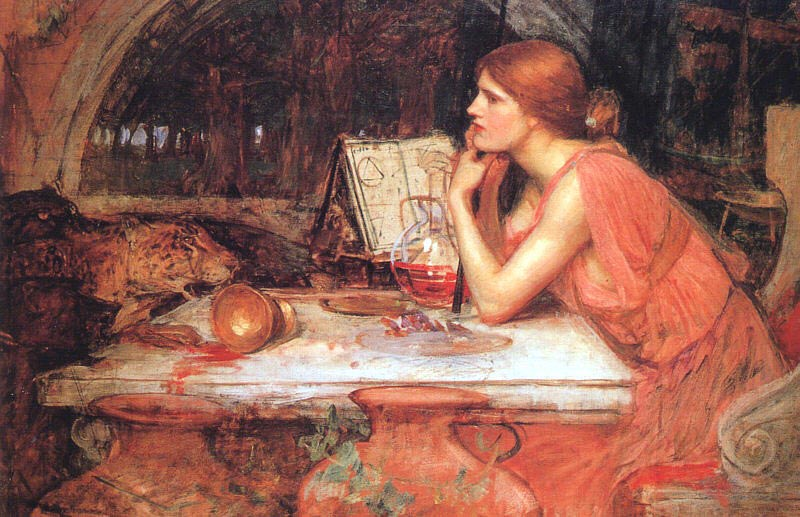
«Чарівниця», Джон Вільям Вотергаус, 1913 р.

### Комікси
- у всесвіті Marvel comics, героїня Вічних Серсі написана на основі Цирцеї (англ. Sersi - Circe).
- у всесвіті DC comics Цирцея є ворогом Диво-жінки, а також перебуває в лізі з богинею чаклунства Гекатою. Під час Срібного віку коміксів Цирцея прагнула помститися Супермену, який не відповів їй взаємністю[19].

### Мюзикли
Цирцея з'являється в мюзиклі EP of Epic: The Musical, написаному Хорхе Рів'єра-Герранс. Роль Цирцеї виконує Талія Сіндель.

### Шахи
«Шахи Цирцеї» — це варіант шахів, придуманий у 1967 році, де фігури після взяття противником повертаються на свої початкові позиції (якщо позиція не зайнята іншою фігурою).